# 上田城
上田城位於日本信濃国小縣郡上田（今長野縣上田市二之丸）的古城，在1601年被德川家拆除。

## 概要
位於上田盆地北部，信濃川支流尼淵附近。建城初期稱作尼淵城。在建城之前據說是當地土豪小泉氏曾經在此建立古城。

## 歷史
1583年為引誘上杉軍向南攻擊真田氏，真田氏在此築城。當時德川氏亦有協助築城。不過不久真田和德川的同盟瓦解。亦改變了構造，城牆由北方改為東方對抗德川家。第一次上田城之戰和第二次上田城之戰都是在此為戰場發生。

## 構造
本丸位於南方。二丸從西、北、東三方圍著本丸。二丸東部的大手門是三丸。上田城仍未能確定是否有天守。根據山鹿素行調查以前的資料，在德川氏第一次攻擊上田城進行調查時是一座沒有天守的小城。後來仙石氏入主時沒有重建天守。另一個說法是德川氏攻擊上田城時真田氏仍然建造天守，但並沒有第一次和第二次上田城合戰之間的資料可以佐證。

## 外部連結

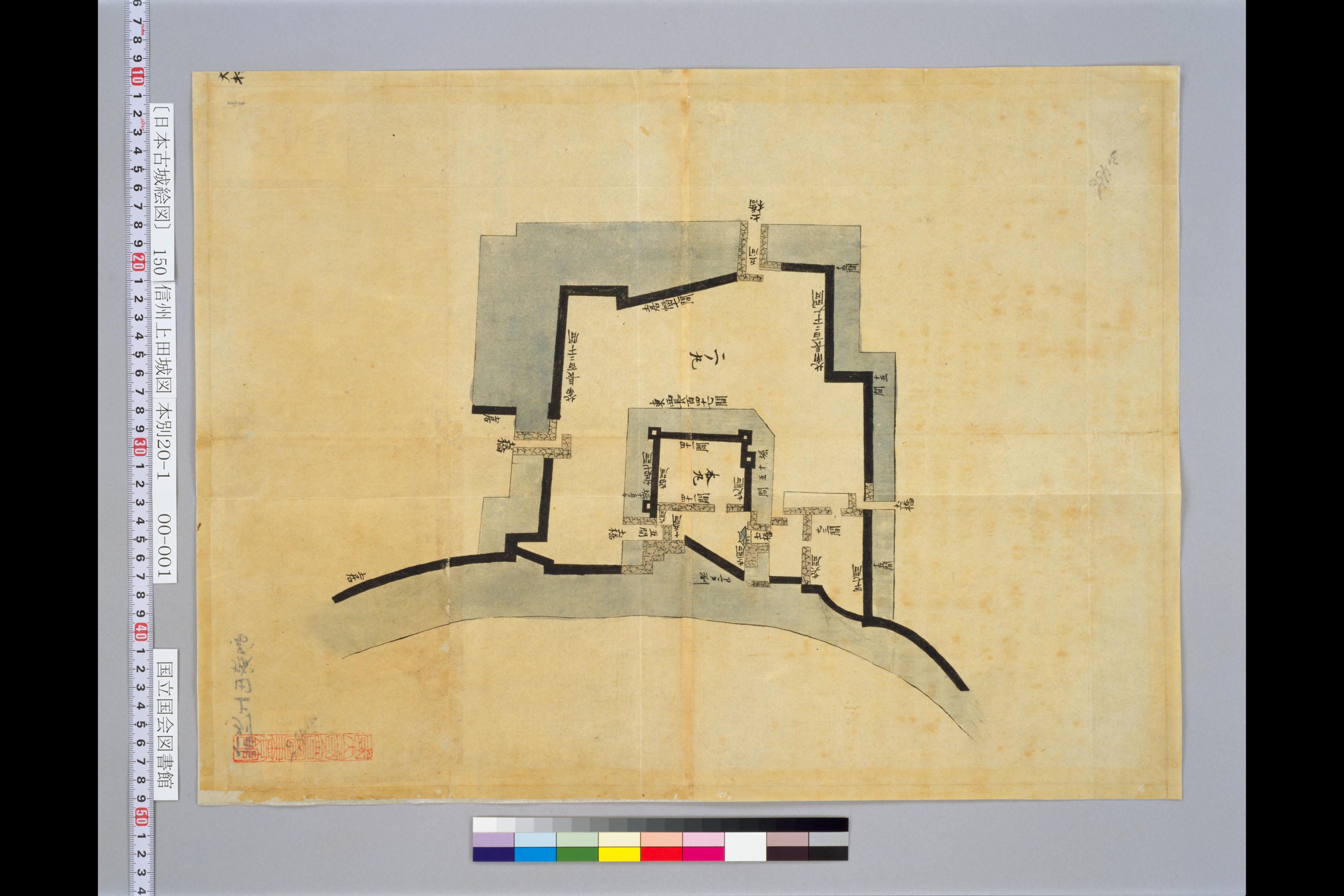
上田城 日本古城繪圖

- 上田城跡 上田市文化財網站（页面存档备份，存于）
- 上田城 日本古城繪圖上田城 · 日本古城繪圖 （页面存档备份，存于）